# 内藤氏
内藤氏（ないとうし）は、日本の氏族。中世から近世まで栄えた豪族・大名の一族。「内舎人の藤原氏」に由来。
1. 信濃国等の国人。安房勝山藩、信濃高遠藩藩主等。
2. 丹波国の守護代。細川氏に仕えた。藤原氏秀郷流を称する。
3. 長門国の守護代。大内氏に仕えた。藤原氏秀郷流を称する。
4. 三河国の内藤氏。松平氏に仕えて複数の家が譜代大名となり、廃藩置県まで残った大名家はすべて華族の子爵家に列す。藤原氏秀郷流を称する。
5. 甲斐国の国人。武田氏に仕えた。藤原氏秀郷流を称する。
6. 相模国の国人。津久井城主を務めた。
7. 若狭の国人。若狭武田氏に仕えた。
8. 安芸の国人。藤原氏利仁流を称し、厳島神社領の地頭を務めた。

## 藤原北家秀郷流内藤氏
鎌倉時代に源頼朝に仕えた内藤盛家が先祖にあたるとされる。

### 内藤氏（丹波系）
藤原氏秀郷流の一族とされるが前歴は不明である。しかし、細川内衆とされていることから、細川氏の直属の家臣であったと思われる。永享3年（1431年）に丹波守護代である香西元資が罷免されると、細川京兆家の被官である内藤信承が守護代に就任、入国した内藤氏は船井郡八木に根拠を構えたことから内藤氏の丹波支配が始まる。ただし、細川氏は領国支配政策として分郡守護代制を布いていることから、内藤氏が丹波一国を支配していたかどうかは不明である。
応仁元年（1467年）からの応仁の乱の際には、但馬より出撃した山名方の将・太田垣氏と丹波諸豪を従え夜久野で交戦している。しかし、文明11年（1479年）に内藤元貞が細川被官の一宮氏の年貢免除を認めなかったため、細川家当主の細川政元が拉致される事件が起こり、文明14年（1482年）守護代を罷免された。代わって守護代に就いたのは上原賢家・元秀親子で、丹波物部の豪族である。細川政元の信任厚かったものの驕慢の振る舞いが多かったため丹波諸豪族の怒りを買い、延徳元年（1489年）11月に位田の乱が起こった。明応2年（1493年）、上原元秀が死亡、上原賢家も明応4年（1495年）に失脚し、内藤元貞が守護代に復任した。その後、細川氏が細川高国派と細川晴元派に分裂すると、内藤貞正は高国派の重臣として丹波勢を率い、三好之長ら阿波勢と戦った。これが等持院の戦いである。なお、貞正の弟に内藤久清がおり、久清の子・次忠の代から小西を称した。この次忠が小西行正であり、小西隆佐の父、小西行長の祖父にあたる。
しかし、永正12年（1515年）八上城を築いて根拠とした波多野氏が次第に勢力を増大させ、波多野元清、柳本賢治兄弟が大永7年（1527年）に高国政権を倒すと（桂川原の戦い）、内藤氏の勢力は後退する。天文2年 （1533年）に波多野氏が内藤国貞を破って丹波を手中にすると天文7年（1538年）には三好氏と結んだ波多野秀忠によって八木城を陥落させられた。その後、国貞は細川国慶と結んで細川氏綱を擁する動きを見せている。
天文22年（1553年）内藤国貞は、三好長慶と組み波多野氏の数掛山城を攻めたが、後援に現れた三好政勝・香西元成の攻撃を受け戦死してしまう。すると三好家の重臣で国貞の妹婿だった松永長頼（内藤宗勝）が八木城に入り、子の内藤貞勝（国貞の子とも）に内藤氏の家督を継がせた。宗勝は波多野氏を降すなどして丹波を平定し、永禄5年（1562年）には貞勝でなく宗勝自身が内藤氏の当主となっている。しかし、永禄8年（1565年）8月、宗勝は荻野直正との戦いで戦死した。
宗勝の死で勢力を弱めた内藤氏の家督は、後に宗勝の子である内藤如安が継承した。元亀4年（1573年）に足利義昭と織田信長が対立した際、如安は義昭の求めに応じ、兵を率いて上洛した。天正3年（1575年）6月、織田信長は内藤氏や内藤氏同様上洛した宇津氏の討伐を掲げ、明智光秀を丹波に派遣。光秀による丹波攻略は天正7年（1579年）9月にかけて行われ、内藤氏の八木城はその過程で落城したとみられる。
なお、内藤如安はキリスト教を信仰していた。彼は丹波を出国した後、同じキリシタンの小西行長に仕え、文禄の役の際には講和交渉の使者を務めた。その後、加賀藩に仕えたが、慶長18年（1613年）の禁教令によりマニラに追放され、寛永3年（1626年）、同地で死去した。

#### 系譜
太字は各家当主、実線は実子、点線は養子。

### 内藤氏（周防長門系）
藤原氏秀郷流の一族。周防国に土着した。盛貞（智得）の代に大内氏に仕え、室町時代中期以降は鷲頭氏に代わって長門国の守護代を務めた。大内政弘に仕えた弘矩、大内義興・大内義隆に仕えた興盛が著名である。興盛は大内義興・義隆を補佐し、大内氏の最盛期を築き上げた。また、娘を大内義隆の側室とし、安芸国人の当主毛利隆元に嫁がせ、縁戚関係を強化している。
陶隆房のクーデターである大寧寺の変では、興盛は積極的に関与せず、大内義隆の助命要請も封殺した。その直後に興盛は病死。嫡男内藤隆時は早世していたので、興盛の死後、嫡孫である内藤隆世が家督を継承した。しかし内藤家中は親陶晴賢派の隆世と、興盛の五男で親毛利元就派の内藤隆春の対立が激化。隆世は大内義長に従って毛利氏に抵抗するも、長門国勝山城で自害し、家督は隆春が継いだ。毛利輝元の母が内藤氏の出身であったため重用されたが、その養子元盛が大坂の陣で大坂城に入城したため、子の元珍らもともに切腹し没落した。以後は子孫が小禄の長州藩士として存続した。

#### 系譜
太字は各家当主、実線は実子、点線は養子。

### 内藤氏（三河系）
三河の松平氏（徳川氏）の家臣で江戸時代に大名となった内藤氏は上述の丹波・周防の内藤氏と同祖とされるが、この間、戦国期までの事蹟は明らかではなく、仮冒の可能性も強い。戦国時代から安土桃山時代にかけて、内藤清長・内藤正成・内藤家長・内藤信成らが徳川家康に仕え活躍し、その功績により江戸幕府の成立後は数家に分かれ、信濃高遠藩、陸奥湯長谷藩、三河挙母藩、日向延岡藩、信濃岩村田藩、越後村上藩などの地で譜代大名として隆盛した。清政の系統は、高遠藩江戸屋敷のあった内藤新宿（現在の新宿区内藤町）の地にその名を残している。
明治維新時には大名内藤家は全部で6家あり、いずれも版籍奉還でそれぞれの藩の藩知事に転じたのを経て、廃藩置県まで務めた。明治2年（1869年）6月17日の行政官達で公家と大名家が統合されて華族制度が誕生すると6家はいずれも大名家として華族に列した。明治17年（1884年）7月7日の華族令の施行で華族が五爵制になると、同月8日に6家とも旧小藩知事として子爵に列せられた。
昭和前期に延岡内藤子爵家の住居は東京市渋谷区緑岡町、湯長谷藩内藤子爵家の住居は東京市渋谷区向山町、挙母内藤子爵家の住居は東京市品川区上大崎、村上内藤子爵家の住居は東京市中野区高根町、岩村田内藤子爵家の住居は東京市杉並区阿佐ヶ谷にあった。

#### 系譜（宗家・挙母家・湯長谷家）
太字は各家当主、実線は実子、点線は養子、数字は歴代藩主。

#### 系譜 (高遠家・旗本)
内藤義清息子の内藤清成と、内藤忠政息子の内藤清成がいるが、後者は信濃国高遠藩藩主となる前に常陸国・上総国・下総国で石を与えられていたり、3男は安房国安房勝山藩内藤正勝であるなど、家の活動は諸国の藩にまたがっている。

### 内藤氏（甲斐系）

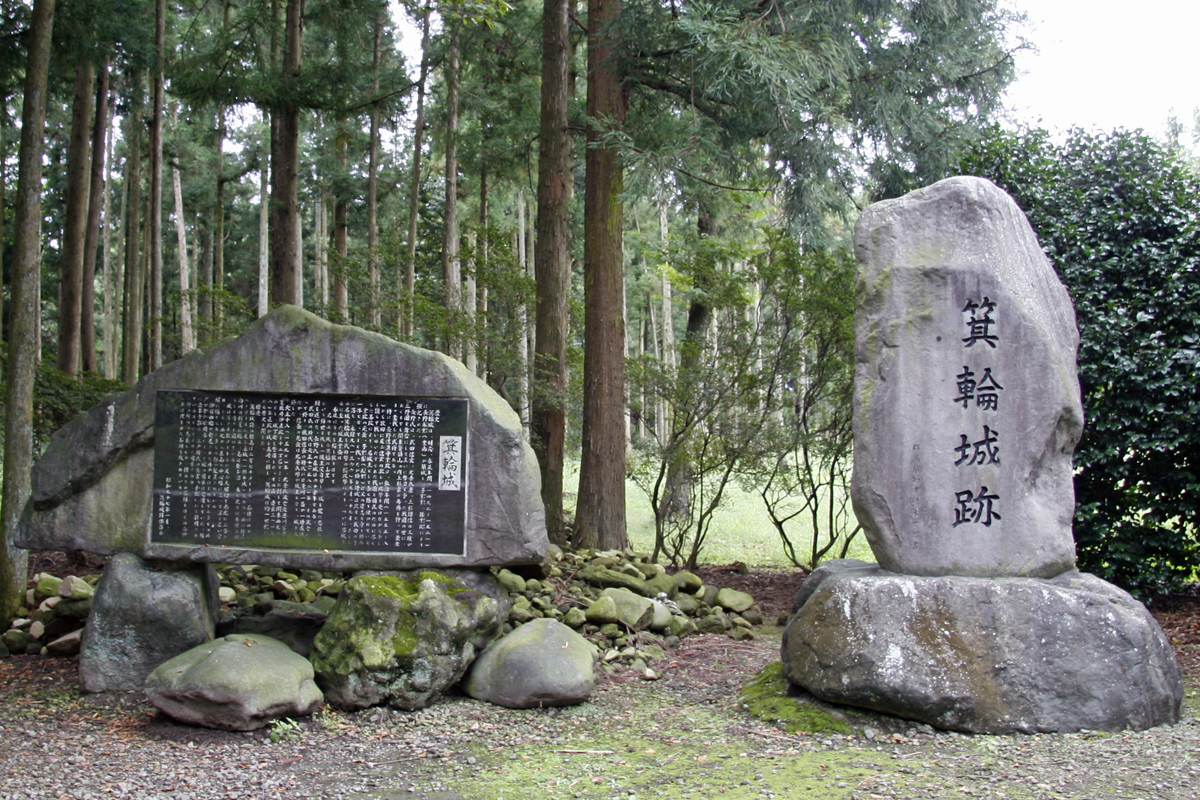
箕輪城

内藤氏には甲斐に土着した一派も存在する。代々武田氏に仕えたとされるが内藤虎資が守護武田信虎に粛清され、一時断絶した。
甲斐の内藤氏は工藤氏の系譜を引く一族として知られる。工藤氏は鎌倉時代に甲斐源氏に属した一族であり、戦国時代には、『勝山記』によれば永正5年（1508年）に郡内領主の小山田弥太郎が甲斐守護・武田信虎に反抗して敗れる。『勝山記』によれば、このとき郡内小山田氏の一族・小山田平三とともに「工藤殿」が相模国の伊勢宗瑞（北条早雲）を頼って亡命しており、これが工藤下総守にあたるとも考えられている。
工藤下総守の子と考えられている兄弟に工藤長門守・内藤昌秀（昌豊、工藤祐長）がいる。内藤昌秀は晴信（信玄）に仕えた譜代家老衆・側近で、永禄2年（1559年）時点で「工藤源左衛門尉」を称している。永禄6年（1563年）頃から永禄13年（1570年頃まで、信濃深志城（長野県松本市）に在城しており、武田氏の信濃侵攻や、越後国長尾氏（上杉氏）との川中島の戦いで活躍している。
昌秀は永禄9年（1566年）頃から西上野国衆との取次を務めており、浅利信種の後任として元亀元年（1570年）には西上野箕輪城（群馬県高崎市箕郷町）の城代となる。内藤姓への改姓はこの時点である可能性が指摘される。昌秀は信玄・武田勝頼の時代に西上野国衆の指南と箕輪領支配を担い、天正3年（1575年）5月21日の長篠の戦いにおいて討死する。
昌秀には実子がなく、信濃国衆・保科正俊の三男・千次郎（内藤昌月）を養子に迎える。
昌秀の兄・長門守は箕輪城に在城して城代代行を務めており、昌秀の戦死後も箕輪城代代行の立場であることが確認される。天正7年（1579年）に昌月が箕輪城代として赴任すると、これを補佐していたと見られ、天正9年（1581年）までの活動が確認される。その後の動向は不明で、『武田三代軍記』によれば武田氏滅亡後の徳川四奉行の一人・工藤喜盛（玄随斎喜盛）と同一人物とする説もある。なお、長門守の娘は朝比奈藤太郎昌是の養子・新九郎昌親の室となっている。
武田氏滅亡後、内藤昌月は滝川一益、次いで北条氏直に降り、保科家の高遠城奪還を支援している。昌月の死後、後北条氏が豊臣秀吉に滅ぼされると内藤氏も所領を失った。昌月の子孫は会津保科氏（のちの会津松平氏）に仕え、保科本家の一族ということで会津藩家老を務める「三家」の1つとされた。江戸時代末期の家老・梶原平馬はこの内藤家の出身である。

#### 系譜
太字は各家当主、実線は実子、点線は養子。

## 安芸内藤氏
藤原利仁の流れを汲む一族で、正安3年（1301年）に内藤景廉が安芸国長田の領主として下向。後に厳島神主家の家臣として安芸国田屋城を拠点として活動。後に毛利氏に臣従し、長州藩士として続いた。庶流である内藤元栄の子孫も明治維新を迎え、内藤俊太郎は小野田セメント創業者笠井順八の娘うめと結婚している。

## その他の内藤氏
相模国にも内藤姓を名乗った一族が存在し（相模内藤氏）、この内藤氏も秀郷流を称するが定かではない。また、織田信長に仕えた内藤勝介なる人物もおり、こちらの出自は不明である。若狭の武田氏の被官にも内藤氏の一族が存在するが、こちらは安芸武田氏に従っていた内藤氏の一族が、主君の若狭への移動に伴い随従したことによるものである。